# Половинное (Краснозёрский район)
Половинное — село в Краснозёрском районе Новосибирской области. Административный центр Половинского сельсовета.

## География
Площадь села — 676 гектаров.

## История
Основано в 1841 году. В 1928 году село Половинное состояло из 681 хозяйства, основное население — украинцы. Тогда село являлось центром Половинного сельсовета Карасукского района Славгородского округа Сибирского края.

## Население
| 2002 | 2007  | 2010  |
| ---- | ----- | ----- |
| 3576 | ↗3905 | ↘3022 |

## Инфраструктура
В селе по данным на 2007 год функционируют 1 учреждение здравоохранения и 4 учреждения образования.

## Известные уроженцы
- Белоус, Антон Иванович (1921—1986) — советский лётчик-штурмовик, участник Великой Отечественной войны, Герой Советского Союза (1946).